# Ribes aureum
Ribes aureum (Pursh, 1813) è una pianta appartenente alla famiglia Grossulariaceae, diffusa negli Stati Uniti orientali ed in Canada, anche se risulta introdotta in un areale molto più ampio.

## Tassonomia
Di questa specie sono attualmente accettate due varietà:
- Ribes aureum var. gracillimum ((Coville & Britton) Jeps., 1925)[3]
- Ribes aureum var. villosum (DC., 1828)[4]